# Халокуяха (приток Пурпе)
Халокуяха (устар. Холоку-Яха) — река в Пуровском районе Ямало-Ненецкого АО России, левый приток Пурпе. Длина реки составляет 22 км.
Течёт на юго-восток, впадает в Пурпе ниже протоки Якунеме. Притоков и населённых пунктов на берегах нет.

## Данные водного реестра
По данным государственного водного реестра России относится к Нижнеобскому бассейновому округу, водохозяйственный участок реки — Пур, речной подбассейн реки — подбассейн отсутствует. Речной бассейн реки — Пур.
Код объекта в государственном водном реестре — 15040000112115300057046.